# Vårgårda flygplats
Vårgårda flygplats, ESGO , är en privatägd flygplats som ligger längs med E20 väster om Vårgårda. 
Den invigdes ca 1970[källa behövs]. På flygplatsen finns en asfaltsbana, 890 x 30m med riktning 04/22 . Flygplatsen ägs och drivs av Vårgårda Flygplats AB som sedan den 5 mars 2012 är helägt av Skydive Sweden AB.
På flygplatsen är det främst Fallskärmsklubben Cirrus Göteborg som bedriver flygning i samband med fallskärmshoppning från april till juni samt från augusti till oktober. På flygplatsen finns dessutom ytterligare några flygplan som ägs av privatpersoner och lokala företag.
Flygplatsen används även av Autoliv för krocktester, av SHRA Borås för dragracing samt av olika körskolor.
Ca 2 km nordöst om flygplatsen finns Sveriges förmodligen enda privatägda radiofyr (NDB) som dock nu är tagen ur drift[källa behövs]. (Skavsta flygplats är privatägd och äger förmodligen någon radiofyr).

## Källhänvisningar
1. ↑  AIP Sverige Arkiverad 2 januari 2011 hämtat från the Wayback Machine., läst 2013-08-06.
2. ↑  ”IAIP AD Förteckning flygplatser i Sverige”. LFV. sid. 32. Arkiverad från originalet den 9 augusti 2014. https://web.archive.org/web/20140809153806/http://www.lfv.se/AIP/AD/AD%201/ES_AD_1_1_en.pdf. Läst 8 augusti 2014.
3. ↑  ”Rapport från Skydive Sweden AB genom Peter Denk”. Skydive Sweden. sid. 20. Arkiverad från originalet den 9 augusti 2014. https://web.archive.org/web/20140809185834/http://www.gfk.se/klubbtidning/12/2012_01.pdf. Läst 2 april 2013.